# Le Témoignage de l'enfant
Pour plus de détails, voir Fiche technique et Distribution.
Le Témoignage de l'enfant est un film muet français réalisé par Louis Feuillade et produit par Gaumont,, sorti en 1907.